# 엔에프씨
엔에프씨(NFC Corp.)는 대한민국의 화장품 소재 제조판매 업체로 기업이다. 본사는 인천광역시 연수구 갯벌로 145번길 15-8 (송도동 7-21)에 위치해 있으며 대표이사는 유우영이다.

## 상장
2020년 12월 2일에 주관사를 삼성증권으로 공모가 13,400원에 코스닥 시장에 상장하였다.

## 참고문헌
1. ↑  엔에프씨, ‘2023 코스모팩 아시아’ 참가…ODM 제품 호평, 서울경제, 2023-11-17
2. ↑  엔에프씨, 2분기 역대 최대 매출 기록 영업이익 186% ’껑충’, 코스인코리아, 2023.08.11
3. ↑  엔에프씨, 경영 효율화 위해 중국법인 정리, 머니투데이, 2023.07.25
4. ↑  삼성증권 기업분석보고서-엔에프씨